# Carrozzeria Ghia

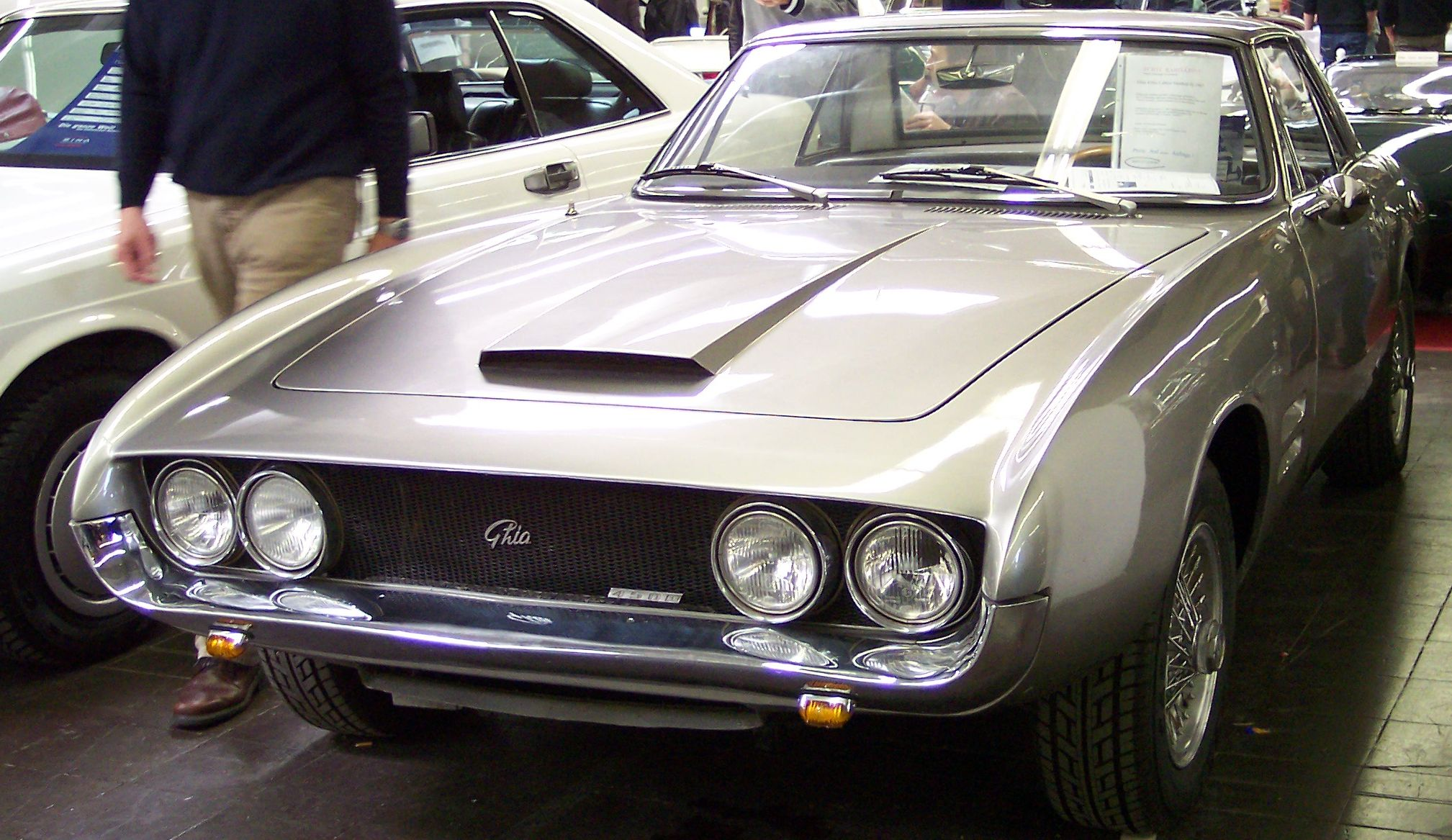
Carro

Carrozzeria Ghia SpA é um famoso e conceituado estúdio de design de automóveis italiano.